# Lista de capítulos de City Hunter
No Japão o mangá City Hunter foi publicado por seis anos pela editora Shueisha na revista Weekly Shonen Jump da edição nº 13 de 1985 até a edição nº 50 de 1991. A série foi agrupada e publicada em 35 volumes tankobon pela Shueisha entre 15 de janeiro de 1986 e 15 de abril de 1992. Uma edição de 18 volumes da Shueisha Library foi publicada de 18 de junho de 1996 a 17 de outubro de 1997. Uma terceira edição foi publicada pela Tokuma Shoten de 16 de dezembro de 2003 a 15 de abril de 2005. Chamada de City Hunter COMPLETE EDITION consistindo de 32 volumes + 3 volumes extras nomeados X, Y e Z, sendo X e Y coleções de ilustrações e Z uma compilação. Para celebrar o aniversário da série, uma quarta edição City Hunter XYZ edition está sendo publicada pela Tokuma Shoten em doze volumes. O primeiro volume foi publicado em 18 de julho de 2015. O décimo segundo foi publicado em 19 de dezembro de 2015.

## Volumes
| N.º | Título | Data de lançamento original | ISBN original |
| --- | --- | --------------------------- | ------------- |
| 01  | O Pó de Anjo do Medo Kyōfu no Enjeru Dasuto no Maki (恐怖のエンジェルダストの巻)                                           | 10 de janeiro de 1986       | 4-08-852381-4 |
| 02  | Armadilha do General Jeneraru no Wana! no Maki (将軍の罠！の巻)                                                            | 10 de abril de 1986         | 4-08-852382-2 |
| 03  | A Atriz Descalça Hadashi no Joyū no Maki (裸足の女優の巻)                                                                  | 10 de junho de 1986         | 4-08-852383-0 |
| 04  | A Sentença do Destino Kane to Tomoni Unmei ga! no Maki (鐘とともに運命が！の巻)                                            | 10 de setembro de 1986      | 4-08-852384-9 |
| 05  | Um em Um Milhão Wan・Obu・Sauzando no Maki (ワン・オブ・サウザンドの巻)                                                    | 5 de dezembro de 1986       | 1-932454-25-X |
| 06  | O Jogador Melancólico Aishū no Gyanburā no Maki (哀愁のギャンブラーの巻)                                                   | 10 de fevereiro de 1987     | 4-08-852386-5 |
| 07  | A Mulher de um País Perigoso Kiken'na Kuni kara Kita On'na! no Maki (危険な国からきた女！の巻)                             | 10 de abril de 1987         | 4-08-852387-3 |
| 08  | O Sorriso do Anjo Tenshi no Hohoemi no Maki (天使のほほえみの巻)                                                           | 10 de junho de 1987         | 4-08-852388-1 |
| 09  | A Praia da Lembrança Omoide no Nagisa no Maki (思い出の渚の巻)                                                             | 10 de agosto de 1987        | 4-08-852389-X |
| 10  | Não Toque na Enfermeira! Kangofu ni wa Te wo Dasuna! no Maki (看護婦には手を出すな！の巻)                                  | 9 de setembro de 1987       | 4-08-852390-3 |
| 11  | O Legado de Makimura Makimura no Wasure Mono no Maki (槇村の忘れもの巻)                                                    | 4 de dezembro de 1987       | 4-08-852391-1 |
| 12  | Problema com Colher Toraburu・Sukūpu no Maki (トラブル・スクープの巻)                                                      | 10 de fevereiro de 1988     | 4-08-852392-X |
| 13  | Umibozu e o Pai das Pernas Longas Umibōzu to Ashinaga Ojisan no Maki (海坊主と足ながおじさんの巻)                          | 8 de abril de 1988          | 4-08-852393-8 |
| 14  | Faça o Seu Melhor! Kaori-chan !! Ganbare! Kaori-chan! ! no Maki (がんばれ！香ちゃん！！の巻)                               | 10 de junho de 1988         | 4-08-852394-6 |
| 15  | Confissão no aeroporto Kokuhaku no Eaporuto no Maki (告白のエアポートの巻)                                                 | 10 de agosto de 1988        | 4-08-852395-4 |
| 16  | Meu Amante é o City Hunter Koibito wa Shitī Hantā no Maki (恋人はシティーハンターの巻)                                     | 27 de outubro de 1988       | 4-08-852396-2 |
| 17  | Memória Dawn Akatsuki no MEMORY no Maki (暁のMEMORYの巻)                                                                   | 6 de dezembro de 1988       | 4-08-852397-0 |
| 18  | Eu sou um garotinho! Umibōzu ni Zokkon! ! no Maki (海坊主にゾッコン！！の巻)                                               | 10 de fevereiro de 1989     | 4-08-852398-9 |
| 19  | Um Anjo Triste Kanashī Tenshi no Maki (哀しい天使の巻)                                                                     | 10 de abril de 1989         | 4-08-852399-7 |
| 20  | O Outro Lado do Adeus Sayonara no Mukō-gawa... no Maki (さよならの向こう側…の巻)                                           | 9 de junho de 1989          | 4-08-852400-4 |
| 21  | Sinais Luminosos do Bairro Biru-gai no Kōru Sain no Maki (ビル街のコールサインの巻)                                        | 10 de agosto de 1989        | 4-08-852612-0 |
| 22  | Entregue o Python Para Essa Missy! Ojōsan ni Paison o! no Maki (お嬢さんにパイソンを！の巻)                                | 9 de outubro de 1989        | 4-08-852613-9 |
| 23  | Amanhã, Um Novo Começo Ashita e no Ribaibaru no Maki (明日へのリバイバルの巻)                                              | 5 de dezembro de 1989       | 4-08-852614-7 |
| 24  | Uma Confissão nos Céus Ōzora no Kokuhaku no Maki (大空の告白の巻)                                                          | 9 de fevereiro de 1990      | 4-08-852615-5 |
| 25  | Play it Again, Mami! Play it Again, Mami! -Ano kyoku o Mōichido! - no Maki (Play it Again, Mami! ―あの曲をもう一度！―の巻) | 10 de abril de 1990         | 4-08-852616-3 |
| 26  | Um Encontro Casual Totsuzen no Deai! ! no Maki (突然の出会い！！の巻)                                                      | 8 de junho de 1990          | 4-08-852617-1 |
| 27  | Cinderela na cidade Tokai no Shinderera! ! no Maki (都会のシンデレラ！！の巻)                                              | 8 de agosto de 1990         | 4-08-852618-X |
| 28  | Maré de Batalha Shōhai no Yukue! ! no Maki (勝敗の行方！！の巻)                                                            | 8 de outubro de 1990        | 4-08-852619-8 |
| 29  | O Dia Pacífico de Ijuin Hayato Ijūin Hayato-shi no Heion'na Ichinichi no Maki (伊集院隼人氏の平穏な一日の巻)               | 4 de dezembro de 1990       | 4-08-852620-1 |
| 30  | Apague as Memórias ... Omoidashi o Keshite... no Maki (思い出を消して…の巻)                                                | 8 de fevereiro de 1991      | 4-08-852191-9 |
| 31  | Dois Corações em Um! Futari de Hitori no Kokoro! no Maki (ふたりでひとりの心！！の巻)                                      | 10 de maio de 1991          | 4-08-852192-7 |
| 32  | Um Casal Engraçado! Okashī na Futari! ! no Maki (おかしなふたり！！の巻)                                                   | 7 de agosto de 1991         | 4-08-852193-5 |
| 33  | O Navio Para o Inferno! Jigoku e no Shukkō! ! no Maki (地獄への出航！！の巻)                                               | 3 de dezembro de 1991       | 4-08-852194-3 |
| 34  | O Falso C·H Apareceu! Nise C・H Tōjō! ! no Maki (にせC・H登場！！の巻)                                                     | 10 de fevereiro de 1992     | 4-08-852195-1 |
| 35  | Para Sempre, City Hunter! FOREVER, CITY HUNTER! ! no Maki (FOREVER, CITY HUNTER!!の巻)                                     | 10 de abril de 1992         | 4-08-852196-X |